# Дињи
Дињи (фр. Digny) насеље је и општина у централној Француској у региону Центар (регион), у департману Ер и Лоар која припада префектури Дре.
По подацима из 2011. године у општини је живело 1010 становника, а густина насељености је износила 25,26 становника/km². Општина се простире на површини од 39,99 km². Налази се на средњој надморској висини од 204 метара (максималној 276 m, а минималној 184 m).

## Демографија
| 1962. | 1968. | 1975. | 1982. | 1990. | 1999. | 2011. |
| ----- | ----- | ----- | ----- | ----- | ----- | ----- |
| 769   | 794   | 771   | 789   | 803   | 842   | 1.010 |

График промене броја становника у току последњих година